# Torrita Tiberina
Torrita Tiberina é uma comuna italiana da região do Lácio, província de Roma, com cerca de 932 habitantes. Estende-se por uma área de 10 km², tendo uma densidade populacional de 93 hab/km². Faz fronteira com Filacciano, Montopoli di Sabina (RI), Nazzano, Poggio Mirteto (RI).

## Demografia
| Variação demográfica do município entre 1861 e 2011                               |
|                                                                                   |
| Fonte: Istituto Nazionale di Statistica (ISTAT) - Elaboração gráfica da Wikipedia |